# Ramadan
Ramadan (Arabisch: رمضان, ramadhan) is de negende maand van de islamitische maankalender. In de islam geldt ze als de heilige maand van inkeer, waarin tussen fajr (de dageraad ruim vóór zonsopkomst) en maghrib (bij zonsondergang) door vele gelovigen – voor zover zij daarvan niet vrijgesteld zijn – gevast wordt. Een speciale nacht in deze maand is Laylat al-Qadr.

## Betekenis
Naar het voorbeeld van de profeet Mohammed hanteren moslims in deze maand een voorgeschreven vasten gedurende de dag. Dit vasten is een van de vijf zuilen van de islam.  Naast het vasten kunnen vrijwillig extra gebeden gedurende de nacht worden verricht. Moslims bidden gedurende deze maand meer. Naast een maand van bezinning is ramadan een maand waarin extra aandacht geschonken wordt aan verdraagzaamheid, vrijgevigheid, liefdadigheid en saamhorigheid.
Volgens de islam leert vasten de mens aan zichzelf te bedwingen en kan het eigenschappen aanleren als discipline, uithoudingsvermogen en vooral zelfbeheersing, en leert het de mens aan de baas te zijn over begeerten en lusten. Verder zou vasten het inlevingsvermogen in de armen versterken en het respect in de medemens en God vergroten. Elke dag dat men vast, wordt als een overwinning gezien.
Na de maand ramadan volgt het Suikerfeest (`id-oel-fitr), dat meestal gevierd wordt met familie en vrienden.

## Het vasten

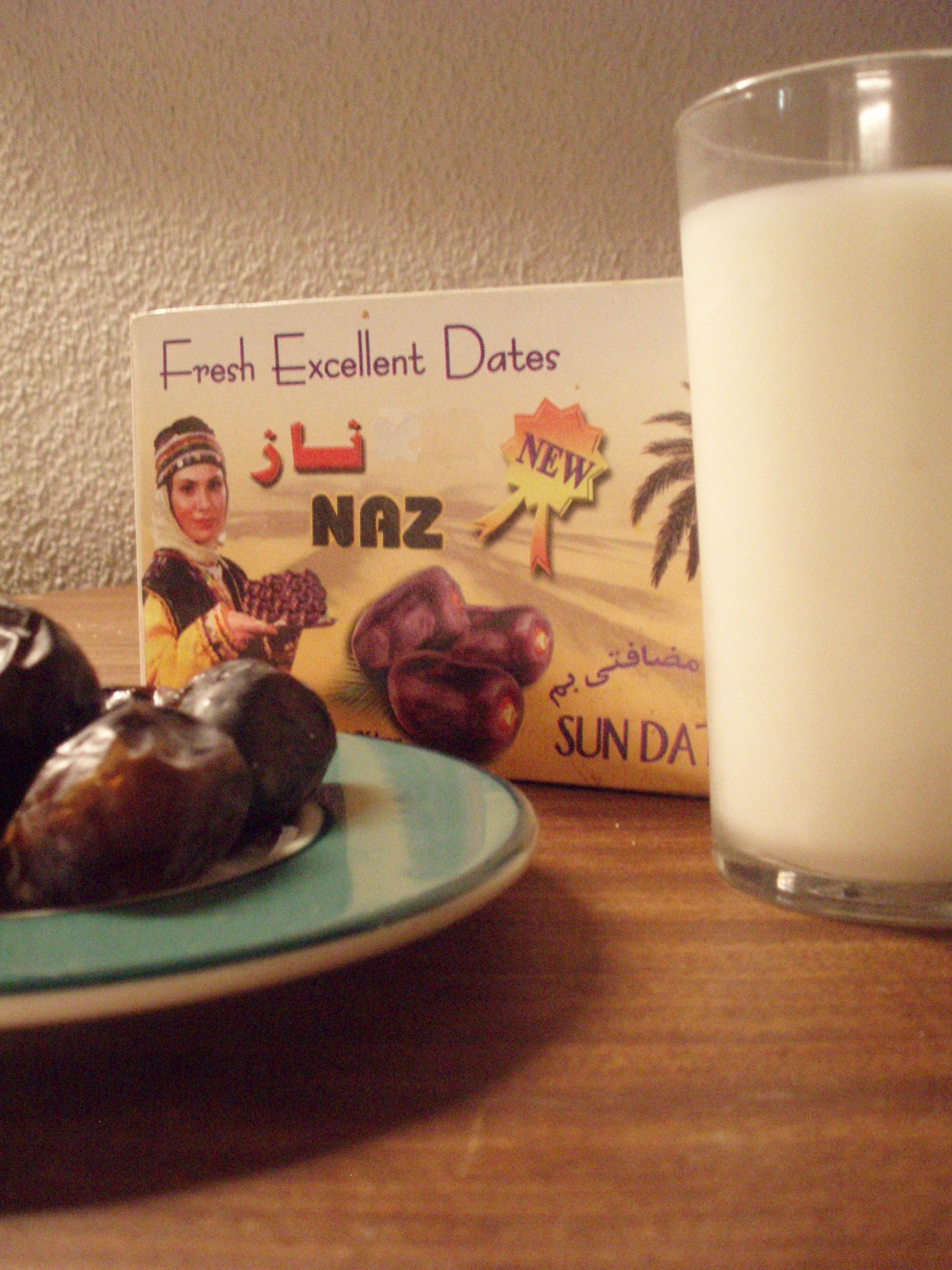
Melk en dadels, traditioneel voedsel om het vasten te breken. Ook water wordt gebruikt.

Het vasten wordt sawm (saum) of siyam genoemd. Dit houdt in dat veel moslims op deze tijden niet eten, drinken, roken en dat ze zich onthouden van geslachtsgemeenschap. Daarnaast zijn ook liegen, schelden, kwaadspreken en vloeken tijdens de ramadan extra kwalijk. Een mogelijke uitleg van het vasten kan als volgt worden gegeven:
- Oog: men kijkt niet naar wat ongeoorloofd is.
- Oor: men luistert niet naar verkeerde praatjes en luistert niet af.
- Mond: men roddelt niet en bezigt geen verkeerd taalgebruik.
- Hand: men pleegt geen verkeerde dingen.
- Voet: men bezoekt geen verboden plaatsen.

Voor zieken, zwangere vrouwen, jonge kinderen (die de puberteit nog niet bereikt hebben), reizigers en alle anderen voor wie het vasten een bedreiging vormt voor de gezondheid of vertragend werkt op herstel van een ziekte, wordt een uitzondering gemaakt. Zij hoeven niet te vasten, hoewel het inhalen ervan (indien dat mogelijk is) wel wordt aangemoedigd.
Zowel 's ochtends vroeg als 's avonds laat na zonsondergang wordt er door sommigen zeer uitgebreid gegeten. Er zijn mensen die hier kritiek op hebben, omdat zij vinden dat de ramadan een periode van vasten, onthouding en bezinning dient te zijn. De ochtendmaaltijd wordt shor, sohor of suhoor genoemd; de maaltijd na het vasten iftar.
Veel moslims begroeten elkaar voor en tijdens de ramadan met ramadan moebarak, ramadan karim of ramadan mabroek, wat gezegende ramadan betekent. De ramadan keert ieder jaar terug, en het vasten wordt door volwassenen en kinderen die 12 jaar of ouder zijn aangehouden. Het vasten maakt de periode soms vrij ingrijpend voor het leven van alledag.
Tijdens ramadan wordt doorgaans geprobeerd de gehele Koran te lezen. Daartoe is de Koran in 30 delen (elk voor een dag) verdeeld, Djuz' genaamd.

## Niet-moslims tijdens ramadan
In toeristische plaatsen in islamitische landen kunnen toeristen overdag gewoon eten en drinken in restaurants. Buiten de toeristische plaatsen zijn veel restaurants gesloten.

## Redenen voor het vasten tijdens ramadan
- Het vasten ziet men als een vorm van zuivering van de ziel en gehoorzaamheid aan God.
- Het vasten is een van de vijf zuilen van de islam en is dus verplicht.
- Het is mogelijk door het vasten zelfdiscipline te ontwikkelen en aan zwakheden in het karakter te werken.
- Het vasten laat voelen hoe het is om honger te hebben en helpt daarmee empathie voor minderbedeelden te ontwikkelen. Het is echter een misvatting dat dit de hoofdreden vormt.

## Instelling van het vasten tijdens de maand ramadan
Volgens de islam is het vasten niet een innovatie die is ontstaan met de Koran, maar behoort het in het beginsel tot de praktijk van de monotheïsten. De Koran bevestigt slechts dat het zo is. Zoals met vele andere zaken portretteert de Koran zichzelf als een voortzetting van het terugkeren naar de oorspronkelijke zuiverheid en het oorspronkelijke doel.
Na de Slag bij Badr werd aan moslims de plicht gegeven te vasten in de maand ramadan. Het vasten is in de Koran terug te vinden in Soera De Koe 183-185:

O, gij gelovigen, het vasten is u voorgeschreven, zoals het degenen die vóór u waren was voorgeschreven, opdat gij vroom zult zijn. Voor een zeker aantal dagen zult gij vasten, maar zij die onder u ziek zijn, of op reis, vast een aantal andere dagen, er is een losprijs voor degenen, die niet kunnen vasten, het voeden van een arme. Maar hij, die vrijwillig goed doet, het zal beter voor hem zijn. Het vasten is goed voor u, indien gij het beseft. De maand ramadan is die, waarin de Koran als een richtsnoer voor de mensen werd nedergezonden en als duidelijke bewijzen van leiding en onderscheid. Wie onder u daarom deze maand beleeft, laat hem daarin vasten. Maar wie onder u ziek of op reis is, een aantal andere dagen. God wenst gemak voor u en geen ongemak, en opdat gij het aantal zult voltooien en opdat gij Gods grootheid zult prijzen, omdat Hij u terecht heeft geleid en opdat gij dankbaar zult zijn.

Behalve de Slag bij Badr (17 ramadan 2 AH) zijn ook de inname van Mekka (10 ramadan 8 AH) en de verovering van Andalusië (28 ramadan 92 AH) belangrijke gebeurtenissen die plaatsvonden tijdens de maand ramadan.

## Openbaringen
In de jahiliyya, de pre-islamitische tijd, trok Mohammed zich, zoals ook anderen van de stam Qoeraisj dat deden, een keer per jaar terug om in contemplatie te vasten. Deze periode van devotie werd tahannuth genoemd. Volgens de islam ontving Mohammed tijdens zo'n periode van bezinning in een grot op de berg Hira zijn eerste openbaring: soera De Bloedklomp.

## Vaststelling van de tijden van ramadan
Het begin van de maand ramadan wordt waargenomen door het zien van de maan op de vooravond van de eerste dag van de maand. Hierdoor begint ramadan in verschillende landen vaak op verschillende dagen, omdat de belangrijkste regel voor het begin van de maand ramadan nog altijd gebaseerd is op het visueel waarnemen van de maan. Tegenwoordig wordt meestal universeel uitgegaan van Saoedi-Arabië, vanwege de ligging van Mekka in dit land. Met name de inwoners van de Maghreb houden vast aan de eigen waarneming, die meestal een dag later is. Daardoor beginnen en eindigen de bewoners uit dit gebied een dag later. Mensen van oorsprong afkomstig uit deze gebieden, maar woonachtig in bijvoorbeeld Europese landen volgen doorgaans de vaststelling vanuit Mekka.
Bij bewolking of mist kan ook een ander criterium worden gebruikt, namelijk wanneer de maan niet zichtbaar is op dag 29, dan telt men er nog 1 dag bij en komt zo op een ramadan van 30 dagen. Dit is het maximum, want er zijn geen 31 dagen in de islamitische (maan)maanden.
Met moderne middelen kan ook berekend worden wat de maanstand op ieder moment in de toekomst is. Als dit als basis wordt genomen, kan men ruim van tevoren bepalen wanneer ramadan begint. Onder meer Turkije gebruikt deze methode om begin en einde van de vastenmaand vast te stellen voor de Turkse moslims. Andere moslims, waaronder de Marokkaanse, gebruiken deze methode echter niet.
De dagindeling bij sommige moslims is dan weer gebaseerd op de zonnestand. De vastendag begint ruim voor zonsopgang met het uitspreken van de intentie (niyya). Daarna wordt het eerste gebed van de dag (al-fajr) verricht. De vastendag eindigt bij zonsondergang. Het vasten wordt verbroken, totdat de volgende dageraad aanbreekt.
Volgens de voorschriften begint het vasten wanneer men 's ochtends een witte draad van een zwarte kan onderscheiden (in het licht van de zon). Deze witte draad slaat volgens sommigen op de schemering (of het eerste licht) dat aan de horizon begint te verschijnen en dus niet letterlijk het onderscheid tussen een witte en zwarte draad. In Nederland en België wordt meestal uitgegaan van 12 graden onder de horizon met betrekking tot de opkomst van de zon, omdat gedurende de zomermaanden de nacht niet donker genoeg wordt.

## Vasten in de poolgebieden
Hoe dichter men bij de polen komt, hoe lastiger het opvolgen van de letterlijke interpretatie van de Koranverzen over het onderscheid 's ochtends tussen een witte draad en een zwarte draad wordt. In de praktijk is dit echter geen probleem, omdat een moslim kan uitgaan van de situatie van de dichtstbijzijnde plaats waar dit onderscheid wel duidelijk te maken is. Het is ook mogelijk zich te richten op de situatie in het moederland, bijvoorbeeld in de Maghreb, of de situatie in Mekka. Een moslim die zich aan het begin van de ramadan in Lapland bevindt, zal dan altijd precies de begintijd van de ramadan kunnen opzoeken. Ook kan de moslim die in zo'n gebied woonachtig of op vakantie is ervoor kiezen om het etmaal (24 uur) in vijven te delen (5 gebeden per dag) en te vasten tussen fajr en maghrib.

## Ramadan ten opzichte van de westerse kalender
De islamitische kalender is een maankalender en de eerste dag van een nieuwe maand is de dag dat de nieuwe maan zichtbaar wordt. Daar een maanjaar 11 tot 12 dagen korter is dan een zonnejaar, verplaatst ramadan zich net als de andere maanden in de islamitische kalender door de seizoenen. Hieronder staan de geschatte data voor ramadan, gebaseerd op de Saoedische Umm al-Qurakalender. Doordat veel moslims vasthouden aan waarneming van de maan in met name Mekka, kunnen de data in praktijk iets afwijken. Ook wordt door sommige strenge gelovigen ook afgezien van eigen, slechts op de kalender gebaseerde aankondigingen van de heilige vastenmaand.
| AH   | Eerste dag (CE)  | Laatste dag (CE) |
| ---- | ---------------- | ---------------- |
| 1445 | 011 maart 2024   | 09 april 2024    |
| 1446 | 01 maart 2025    | 029 maart 2025   |
| 1447 | 18 februari 2026 | 019 maart 2026   |
| 1448 | 8 februari 2027  | 08 maart 2027    |
| 1449 | 28 januari 2028  | 25 februari 2028 |

## Afbeeldingen

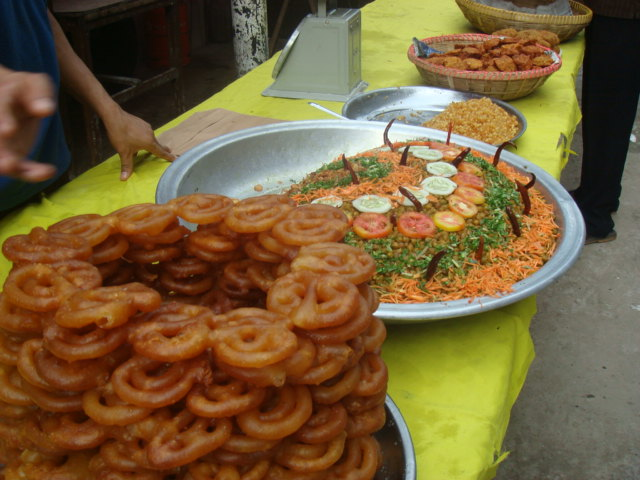
Iftarmaaltijd in Bangladesh
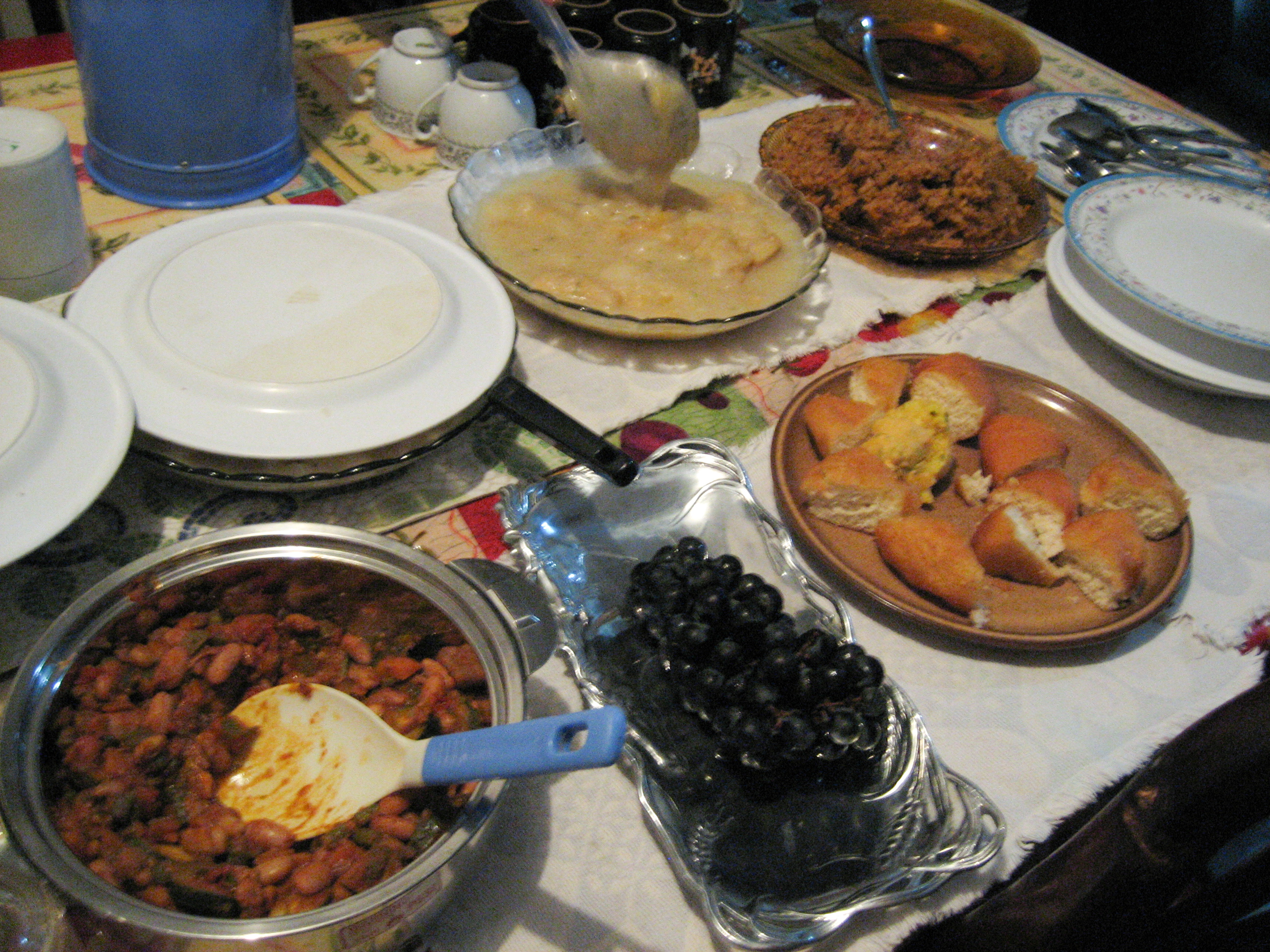
Iftarmaaltijd in Tanzania
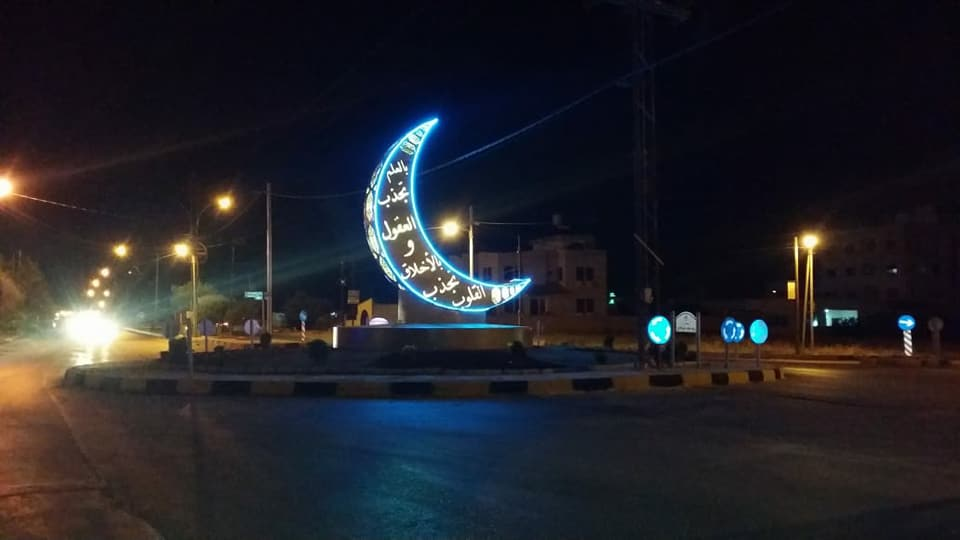
Afnemende maan van de Ramadan

Muharram ·
Safar ·
Rabi' al-awwal ·
Rabi' al-thani ·
Djoemada al-awwal ·
Djoemada al-thani ·
Rajab ·
Sha'aban ·
Ramadan ·
Shawwal ·
Dhoe al-Qi'dah ·
Dhoe al-Hidzjah